# نیدرنبرگ
نیدرنبرگ (به آلمانی: Niedernberg) یک شهر در آلمان است که در میلتنبرگ واقع شده‌است.